# هوبره سیاه شمالی
هوبره سیاه شمالی (نام علمی: Afrotis afraoides) نام یک گونه از سرده هوبره‌های آفریقا است.